# Провулок Михайла Кудрицького (Житомир)
Провулок Михайла Кудрицького — провулок у Корольовському районі міста Житомира. 

## Характеристики
Розташований у Старому місті, в історичній місцевості Путятинка. Розміщений в кварталі, обмеженому вулицями Героїв Крут, Івана Мазепи, Бориса Тена, Князів Острозьких. Провулок бере початок з вулиці Героїв Крут, прямує на північ та завершується глухим кутом. Забудова провулка — садибна житлова (кінця ХІХ — початку ХХ століття).

## Історичні відомості
У першій половині ХІХ століття землі, на яких пізніше виникне провулок були вільними від забудови. У середині ХІХ століття генеральним планом міста землі Путятинки розплановано на житлові квартали прямокутної форми. Упродовж другої половини ХІХ століття згідно з генпланом сформувалися вулиці, що утворили квартал, в якому розпочне формуватися провулок — Дмитрівська (нинішня вулиця Героїв Крут), Міщанська (нині Івана Мазепи), Кашперівська (наразі Бориса Тена).  
Наприкінці ХІХ — початку ХХ ст. власники великих садиб, що займали інколи половину або весь квартал здійснювали їх поділ на менші ділянки для подальшого їх продажу. Для проїзду до ділянок всередині кварталів створювались нові провулки, які, як правило, завершувались тупиком.  
Провулок виник та сформувався як тупиковий наприкінці ХІХ століття. Отримав назву Графманський. Назва походить від прізвища землевласника й першого забудовника провулка Абрама Графмана, який здійснив поділ власної земельної ділянки на менші ділянки з ціллю подальшого продажу забудовникам.  
У 1902 та 1904 роках у купця Абрама Графмана придбав земельні ділянки у Графманському провулку для побудови власних двох житлових будинків Михайло Кудрицький — науковець, освітянин й культурний діяч. У садибі родини Кудрицьких, що складалася з двох житлових будинків № 6 та № 8 виховувалися сини, серед яких Євген та Павло Кудрицькі, а також гостювали Максим Рильський, Софія Коссова, Євген Ненадкевич, Борис Тен, Володимир Боцяновський, Павло Постоєв, Василь Кравченко, Володимир Гнатюк та інші. 
За радянських часів у провулку розмістилася трудова школа № 19, провулок перейменовано на Шкільний. 
У 1992 році Шкільний провулок перейменовано на провулок Кудрицьких. У 1996 році уточнено назву провулка: провулок Михайла Кудрицького. 
У 2013 році на фасаді садиби кінця ХІХ століття, нині дитячого садка №39 та колишньої трудової школи № 19 встановлено меморіальну дошку Михайлові Кудрицькому з поясненням назви провулка.